# گاردور
گاردور (به لاتین: Garður) یک منطقهٔ مسکونی در ایسلند است که در سودورنس واقع شده‌است. گاردور ۱٬۴۰۹ نفر جمعیت دارد.